# الصين القابضة للصناعات الزراعية
الصين القابضة للصناعات الزراعية المحدودة هو منتج ومورد الرائدة المصنعة الزراعية المنتجات (بما في ذلك البذور الزيتية، القمح والأرز) في البر الرئيسى للصين. فئات خدماتها هي الوقود الحيوي والكيمياء الحيوية، وتجهيز البذور الزيتية، وتداول الأرز ومعالجته، ومواد تخمير ومعالجة القمح. رئيسها هو تشي جينغ تاو.
تم تقسيمها من كوفكو الدولية المحدودة (الآن أغذية الصين المحدودة ) والمدرجة في بورصة هونغ كونغ في 21 مارس 2007. منذ 10 أيلول (سبتمبر) 2007، تمت إضافته ليكون عضوًا في مؤشر أسهم الشركات التابعة لهانغ سنغ الصين (أي رقاقة حمراء).

## روابط خارجية
- الموقع الرسمي الصين
- الموقع الرسمي العالمي